# بول كولينز
بول كولينز (بالإنجليزية: Paul Collins)‏ (و. 1937 – م) هو ممثل، وممثل تلفزيوني، وممثل أفلام، من المملكة المتحدة، ولد في لندن.

## وصلات خارجية
- بول كولينز على موقع IMDb (الإنجليزية)
- بول كولينز على موقع ميوزك برينز (الإنجليزية)
- بول كولينز على موقع قاعدة بيانات برودواي على الإنترنت (الإنجليزية)
- بول كولينز على موقع ديسكوغز (الإنجليزية)
- بول كولينز على موقع قاعدة بيانات الفيلم (الإنجليزية)